# 王宇微
王宇微（1991年7月16日—），内蒙古人，中国女子赛艇运动员。她曾代表中国参加2016年和2020年夏季奥林匹克运动会赛艇比赛，其中2020年奥运会获得八人单桨有舵手铜牌。